# 那珂川 (九州)
那珂川（日语：／）是那珂川水系的主干流，主要流经福冈县，最终注入博多湾，是一条二级河流。

## 地理
该河的大部分流域位于福冈县，但其支流大野川的一部分流入佐贺县（神崎郡吉野里町）。

### 上游
那珂川发源于福冈市早良区大字板屋的脊振山，向东南流经佐贺县那珂川市与神崎郡吉野里町的县界附近。之后，在五箇山的五箇山水坝向北拐弯，经南畑水坝，南北贯穿那珂川市。它经老司和警弥乡进入福冈市，与博多南线（山阳新干线的支线）平行。沿途流经筑紫耶马溪和裂田之沟。

### 中游
进入福冈市后，福冈河穿过市中心，沿途多处设有樱花林荫道和河畔公园，成为市民休闲的场所。途中经过福冈市水道局的取水设施，如曰佐江取水场、番托·盐原取水场（番托堰）等，这些设施也作为福冈市的供水源地发挥作用。此外，河畔还涌出博多温泉，沿岸分布着温泉旅馆和浴场。

### 下游

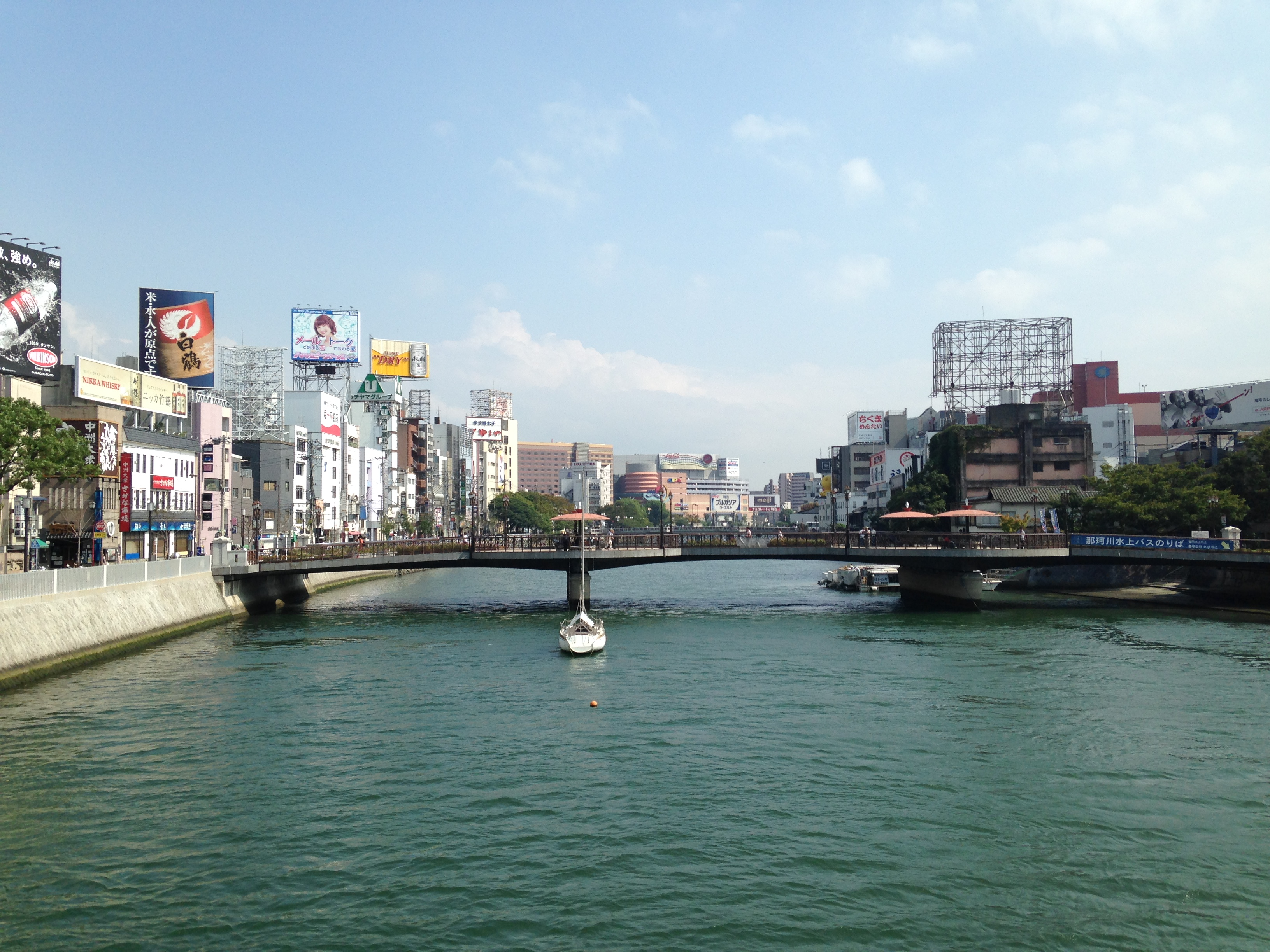
从西大桥眺望上游博多运河城。

那珂川在福冈市博多区住吉的博多运河城附近一分为二，形成一个河岛，这就是所谓的中洲地区，被称为西日本最大的娱乐区。东边的支流是博多川，在须崎桥附近下游与主河道汇合。岛的对岸是天神的闹市区。在连接博多区博多和中央区天神的福博会合桥附近，当福冈软银鹰队赢得太平洋联盟冠军时，一些球迷会跳入那珂川。由于这里靠近博多湾，受潮汐影响水深有时只有5厘米，但从河床到扶手的高度有8.3米。1999年夺冠时，数十人从桥上跳入那珂川，受伤程度不一，甚至骨折。除了这些危险之外，还有人指出，由于水质污染、水深较浅以及水中含有废物，跳水也很危险。因此，福冈县福冈土木工程局在2003年软银鹰即将夺得冠军时，竖起了禁止跳水的标志。
福冈河在博多区筑港本町与中央区那之津界处流入博多湾。河口区域设有福冈竞艇场，其比赛水域延伸至那珂川。

### 主要支流
- 大野川（佐贺县）、仓谷川
- 西畑川、豆谷川、萩之原川
- 梶原川
- 若久川、药院新川

## 洪水损害
- 1953年6月
  - 1953年西日本水灾 -番托井堰决堤[5]
- 1963年6月
- 1973年7月
- 1978年6月
- 1980年8月14日-9月15日
  - 流域淹水面积:36.5公顷

- 1983年
- 1985年5月27日-7月24日
  - 流域淹水面积:6.4公顷
- 1999年6月29日
  - 流域淹水面积:13.3公顷
- 2003年7月19日
- 2009年7月19日-7月26日
  - 2009年日本西部暴雨 - 那珂川町（现那珂川市）的町公所等公共设施被淹。南畑水坝的蓄水量已达140%，面临溃坝风险。虽然决定启动水坝的特别调度，但由于降雨减少，紧急放水计划被推迟。[6]

## 水利设施
- 脊振水坝（福冈市佐原区大字板屋、那珂川市五箇山）
- 五箇山大坝（那珂川市五箇山、佐贺县神崎郡吉野町大字松隈）[7]
- 南畑水坝（那珂川市五箇山同一地区）

## 观光

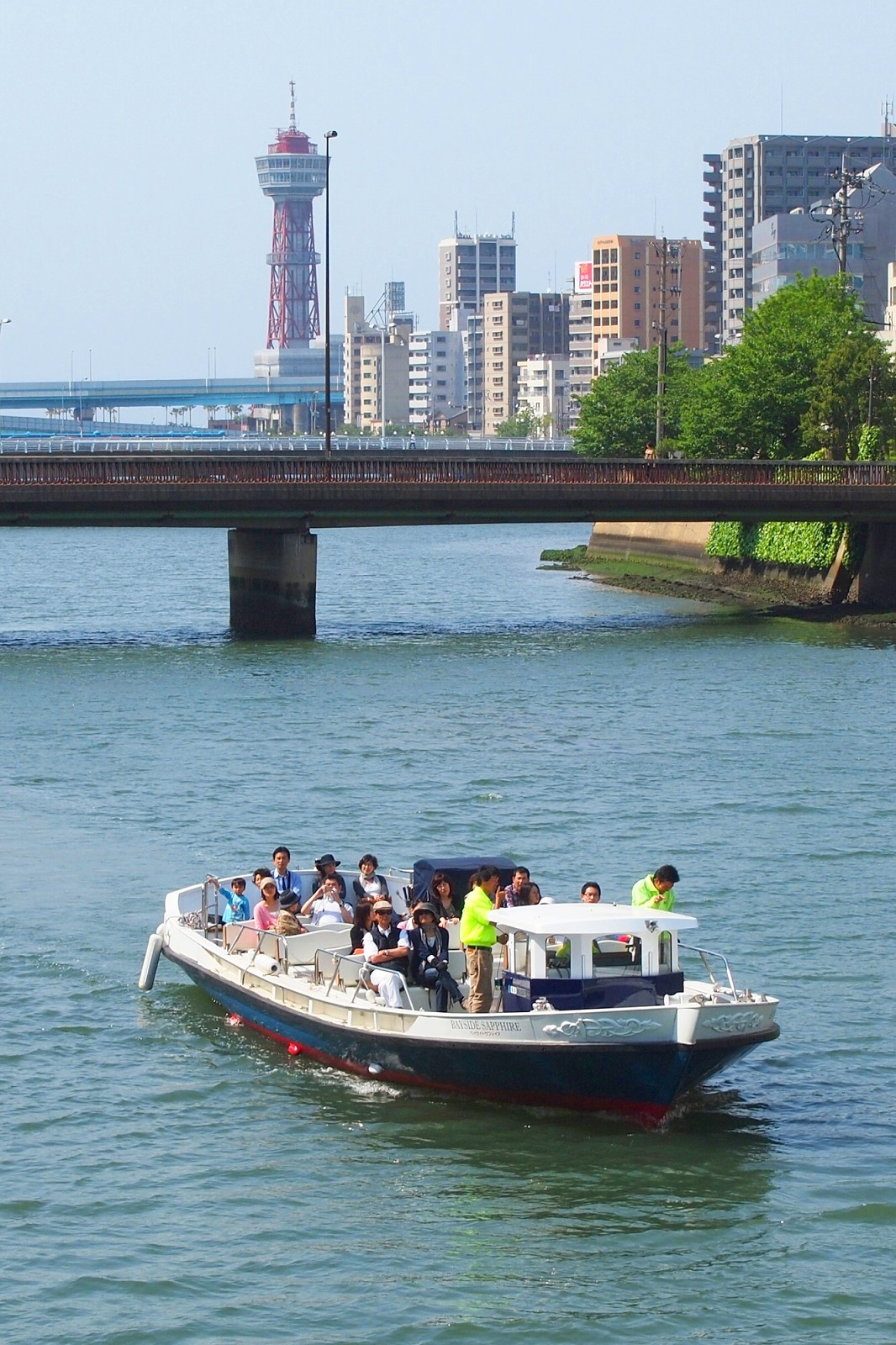
那珂川水上巴士

水上巴士“福博港汇合船”自2011年3月27日起主要沿那珂川运营。然而，博多码头 - 天神航线于2014年10月底停运。能古岛航线也停运，由Marine Kanko株式会社接管。目前仍运营三条航线：日夜往返于天神附近的那珂川及博多湾的“中洲游船”；以博多湾为中心游览的“博多湾游船”；以及以博多湾为中心，提供烧烤美食的“BBQ游船”。